# Fläckvingad träfluga
Fläckvingad träfluga (Paraclusia tigrina) är en tvåvingeart som först beskrevs av Carl Fredrik Fallén 1820.  Fläckvingad träfluga ingår i släktet Paraclusia, och familjen träflugor. Enligt den svenska rödlistan är arten nära hotad i Sverige. Arten förekommer i Götaland och Svealand. Artens livsmiljö är skogslandskap.